# Casoli
Casoli est une commune de la province de Chieti dans les Abruzzes en Italie.

## Administration
| Période                                  | Période  | Identité       | Étiquette | Qualité |
| ---------------------------------------- | -------- | -------------- | --------- | ------- |
| 29 mai 2006                              | En cours | Sergio De Luca |           |         |
| Les données manquantes sont à compléter. |          |                |           |         |

### Hameaux
Ascigno, Capoposta, Cappacorti, Caprafico, Cavassutti, Cinonni, Cipollaro, Collebarone, Collelungo, Collemarco, Colle della Torre, Coste Martini, Fiorentini, Grottarimposta, Guarenna Nuova, Guarenna Vecchia, Laroma, Laroscia, Mandramancina, Merosci, Minco di Lici, Monti, Piana delle vacche, Pianibbie, Piano Carlino, Piano del Mulino, Piano la Fara, Piano Laroma, Piano Morelli, Piano delle Vigne, Quarto da Capo, Ripitella, Selva Piana, Serra, Torretta, Valle Curato, Verratti, Vicenne, Vizzarri

### Communes limitrophes
Altino, Civitella Messer Raimondo, Gessopalena, Guardiagrele, Palombaro, Roccascalegna, Sant'Eusanio del Sangro